# Afrikanska mästerskapet i fotboll 2012
Se även Afrikanska mästerskapet i fotboll för damer 2012.
Afrikanska mästerskapet i fotboll 2012 var den 28:e upplagan av Afrikanska mästerskapet i fotboll, Afrikas fotbollsmästerskap (Caf). Mästerskapet arrangerades av Gabon tillsammans med Ekvatorialguinea och vanns av Zambia.

## Värdskap
I maj 2006 tilldelades för första gången värdskapet för tre mästerskap i rad: Angola 2010, Gabon och Ekvatorialguinea ett delat värdskap 2012 och Libyen 2014. Efter det har ett beslut tagits om att ändra till udda spelår för att inte krocka med VM, och Libyen har på grund av interna oroligheter bytt spelår med Sydafrika som 2011 tilldelades 2017 års mästerskap. Arrangerande länder detta och följande år är:
- Gabon och  Ekvatorialguinea - 2012
- Sydafrika - 2013
- Marocko - 2015
- Libyen - 2017

## Kvalifikation
Huvudartikel: Kvalspelet till afrikanska mästerskapet i fotboll 2012
Kvalifikationsprocessen inkluderade tio grupper med vardera fyra lag, varav en minskades till en grupp med tre lag efter att Mauretanien dragit sig ur, samt en grupp med fem lag. Mästarlaget i varje grupp gick vidare tillsammans med tvåan i gruppen med fem lag. De två bästa tvåorna gick även de vidare till tävlingen. Slutligen var 14 lag från kvalet kvalificerade till slutspelet tillsammans med de två värdnationerna. De första kvalmatcherna spelades den 1 juli 2010.

### Kvalificerade länder
| Nation           | Kvalificerad som   | Kvalificeringsdatum | Tidigare deltaganden                                                                                            |
| ---------------- | ------------------ | ------------------- | --- |
| Gabon            | Värdland           | 29 juli 2007        | 4 (1994, 1996, 2000, 2010)                                                                                      |
| Ekvatorialguinea | Värdland           | 29 juli 2007        | 0 (debut) |
| Botswana         | Vinnare av grupp K | 26 mars 2011        | 0 (debut) |
| Elfenbenskusten  | Vinnare av grupp H | 5 juni 2011         | 18 (1965, 1968, 1970, 1974, 1980, 1984, 1986, 1988, 1990, 1992, 1994, 1996, 1998, 2000, 2002, 2006, 2008, 2010) |
| Burkina Faso     | Vinnare av grupp F | 3 september 2011    | 7 (1978, 1996, 1998, 2000, 2002, 2004, 2010)                                                                    |
| Senegal          | Vinnare av grupp E | 3 september 2011    | 11 (1965, 1968, 1986, 1990, 1992, 1994, 2000, 2002, 2004, 2006, 2008)                                           |
| Ghana            | Vinnare av grupp I | 8 oktober 2011      | 17 (1963, 1965, 1968, 1970, 1978, 1980, 1982, 1984, 1992, 1994, 1996, 1998, 2000, 2002, 2006, 2008, 2010)       |
| Guinea           | Vinnare av grupp B | 8 oktober 2011      | 10 (1970, 1974, 1976, 1980, 1984, 1994, 1998, 2004, 2006, 2008)                                                 |
| Zambia           | Vinnare av grupp C | 8 oktober 2011      | 14 (1974, 1978, 1982, 1986, 1990, 1992, 1994, 1996, 1998, 2000, 2002, 2006, 2008, 2010)                         |
| Libyen           | Bästa grupptvåa    | 8 oktober 2011      | 2 (1982, 2006)                                                                                                  |
| Angola           | Vinnare av grupp J | 8 oktober 2011      | 5 (1996, 1998, 2006, 2008, 2010)                                                                                |
| Tunisien         | Tvåa i grupp K     | 8 oktober 2011      | 14 (1962, 1963, 1965, 1978, 1982, 1994, 1996, 1998, 2000, 2002, 2004, 2006, 2008, 2010)                         |
| Mali             | Vinnare av grupp A | 8 oktober 2011      | 6 (1972, 1994, 2002, 2004, 2008, 2010)                                                                          |
| Niger            | Vinnare av grupp G | 8 oktober 2011      | 0 (debut) |
| Marocko          | Vinnare av grupp D | 9 oktober 2011      | 13 (1972, 1976, 1978, 1980, 1986, 1988, 1992, 1998, 2000, 2002, 2004, 2006, 2008)                               |
| Sudan            | Bästa grupptvåa    | 9 oktober 2011      | 7 (1957, 1959, 1963, 1970, 1972, 1976, 2008)                                                                    |

## Arenor
Öppningsmatchen, en semifinal och matchen om tredje pris spelades i Ekvatorialguinea medan den andra semifinalen samt finalen spelades i Gabon.
| Libreville        | Franceville          | Bata              | Malabo                  |
| ----------------- | -------------------- | ----------------- | ----------------------- |
| Stade d'Angondjé  | Stade de Franceville | Estadio de Bata   | Nuevo Estadio de Malabo |
|                   |                      |                   |                         |
| Kapacitet: 45 000 | Kapacitet: 40 000    | Kapacitet: 40 000 | Kapacitet: 15 250       |

## Gruppspel

### Grupp A
| Nr | Lag              | S | V | O | F | GM | IM | MS | P |
| -- | ---------------- | - | - | - | - | -- | -- | -- | - |
| 1  | Zambia           | 3 | 2 | 1 | 0 | 5  | 3  | +2 | 7 |
| 2  | Ekvatorialguinea | 3 | 2 | 0 | 1 | 3  | 2  | +1 | 6 |
| 3  | Libyen           | 3 | 1 | 1 | 1 | 4  | 4  | 0  | 4 |
| 4  | Senegal          | 3 | 0 | 0 | 3 | 3  | 6  | −3 | 0 |

|             | 21 januari 2012 | Ekvatorialguinea  | 1 – 0           | Libyen | Estadio de Bata                                               |                                                               |
| 19:30 UTC+1 | 19:30 UTC+1     | Javier Balboa 87′ | (0 – 0) Rapport |        | Bata Publik: 35 000 Domare: Noumandiez Doué (Elfenbenskusten) | Bata Publik: 35 000 Domare: Noumandiez Doué (Elfenbenskusten) |
| 19:30 UTC+1 | 19:30 UTC+1     |                   |                 |        | Bata Publik: 35 000 Domare: Noumandiez Doué (Elfenbenskusten) | Bata Publik: 35 000 Domare: Noumandiez Doué (Elfenbenskusten) |
| 19:30 UTC+1 | 19:30 UTC+1     |                   |                 |        | Bata Publik: 35 000 Domare: Noumandiez Doué (Elfenbenskusten) | Bata Publik: 35 000 Domare: Noumandiez Doué (Elfenbenskusten) |

|             | 21 januari 2012 | Senegal         | 1 – 2           | Zambia                                  | Estadio de Bata                                    |                                                    |
| 22:00 UTC+1 | 22:00 UTC+1     | Dame N'Doye 73′ | (0 – 2) Rapport | 12′ Emmanuel Mayuka 20′ Rainford Kalaba | Bata Publik: 17 500 Domare: Neant Alioum (Kamerun) | Bata Publik: 17 500 Domare: Neant Alioum (Kamerun) |
| 22:00 UTC+1 | 22:00 UTC+1     |                 |                 |                                         | Bata Publik: 17 500 Domare: Neant Alioum (Kamerun) | Bata Publik: 17 500 Domare: Neant Alioum (Kamerun) |
| 22:00 UTC+1 | 22:00 UTC+1     |                 |                 |                                         | Bata Publik: 17 500 Domare: Neant Alioum (Kamerun) | Bata Publik: 17 500 Domare: Neant Alioum (Kamerun) |

|             | 25 januari 2012 | Libyen                                   | 2 – 2           | Zambia                                      | Estadio de Bata                                   |                                                   |
| 18:15 UTC+1 | 18:15 UTC+1     | Ahmed Saad Osman 5′ Ahmed Saad Osman 48′ | (1 – 1) Rapport | 29′ Emmanuel Mayuka 54′ Christopher Katongo | Bata Publik: 1 500 Domare: Koman Coulibaly (Mali) | Bata Publik: 1 500 Domare: Koman Coulibaly (Mali) |
| 18:15 UTC+1 | 18:15 UTC+1     |                                          |                 |                                             | Bata Publik: 1 500 Domare: Koman Coulibaly (Mali) | Bata Publik: 1 500 Domare: Koman Coulibaly (Mali) |
| 18:15 UTC+1 | 18:15 UTC+1     |                                          |                 |                                             | Bata Publik: 1 500 Domare: Koman Coulibaly (Mali) | Bata Publik: 1 500 Domare: Koman Coulibaly (Mali) |

|             | 25 januari 2012 | Ekvatorialguinea                   | 2 – 1           | Senegal        | Estadio de Bata                                        |                                                        |
| 21:15 UTC+1 | 21:15 UTC+1     | Iban Iyanga 61′ Kily Álvarez 90+3′ | (0 – 0) Rapport | 89′ Moussa Sow | Bata Publik: 35 000 Domare: Khalid Abdulrahman (Sudan) | Bata Publik: 35 000 Domare: Khalid Abdulrahman (Sudan) |
| 21:15 UTC+1 | 21:15 UTC+1     |                                    |                 |                | Bata Publik: 35 000 Domare: Khalid Abdulrahman (Sudan) | Bata Publik: 35 000 Domare: Khalid Abdulrahman (Sudan) |
| 21:15 UTC+1 | 21:15 UTC+1     |                                    |                 |                | Bata Publik: 35 000 Domare: Khalid Abdulrahman (Sudan) | Bata Publik: 35 000 Domare: Khalid Abdulrahman (Sudan) |

|             | 29 januari 2012 | Ekvatorialguinea | 0 – 1           | Zambia                  | Nuevo Estadio de Malabo                                  |                                                          |
| 19:00 UTC+1 | 19:00 UTC+1     |                  | (0 – 0) Rapport | 68′ Christopher Katongo | Malabo Publik: 44 000 Domare: Mohamed Benouza (Algeriet) | Malabo Publik: 44 000 Domare: Mohamed Benouza (Algeriet) |
| 19:00 UTC+1 | 19:00 UTC+1     |                  |                 |                         | Malabo Publik: 44 000 Domare: Mohamed Benouza (Algeriet) | Malabo Publik: 44 000 Domare: Mohamed Benouza (Algeriet) |
| 19:00 UTC+1 | 19:00 UTC+1     |                  |                 |                         | Malabo Publik: 44 000 Domare: Mohamed Benouza (Algeriet) | Malabo Publik: 44 000 Domare: Mohamed Benouza (Algeriet) |

|             | 29 januari 2012 | Libyen                 | 2 – 1           | Senegal          | Estadio de Bata                                                 |                                                                 |
| 19:00 UTC+1 | 19:00 UTC+1     | Ihaab Boussefi 5′, 84′ | (1 – 1) Rapport | 10′ Deme N'Diaye | Bata Publik: 10 000 Domare: Rajindraparsad Seechurn (Mauritius) | Bata Publik: 10 000 Domare: Rajindraparsad Seechurn (Mauritius) |
| 19:00 UTC+1 | 19:00 UTC+1     |                        |                 |                  | Bata Publik: 10 000 Domare: Rajindraparsad Seechurn (Mauritius) | Bata Publik: 10 000 Domare: Rajindraparsad Seechurn (Mauritius) |
| 19:00 UTC+1 | 19:00 UTC+1     |                        |                 |                  | Bata Publik: 10 000 Domare: Rajindraparsad Seechurn (Mauritius) | Bata Publik: 10 000 Domare: Rajindraparsad Seechurn (Mauritius) |

### Grupp B
| Nr | Lag             | S | V | O | F | GM | IM | MS | P |
| -- | --------------- | - | - | - | - | -- | -- | -- | - |
| 1  | Elfenbenskusten | 3 | 3 | 0 | 0 | 5  | 0  | +5 | 9 |
| 2  | Sudan           | 3 | 1 | 1 | 1 | 4  | 4  | 0  | 4 |
| 3  | Angola          | 3 | 1 | 1 | 1 | 4  | 5  | −1 | 4 |
| 4  | Burkina Faso    | 3 | 0 | 0 | 3 | 2  | 6  | −4 | 0 |

|             | 22 januari 2012 | Elfenbenskusten   | 1 – 0           | Sudan | Nuevo Estadio de Malabo                                          |                                                                  |
| 17:00 UTC+1 | 17:00 UTC+1     | Didier Drogba 39′ | (1 – 0) Rapport |       | Malabo Publik: 5 000 Domare: Rajindraparsad Seechurn (Mauritius) | Malabo Publik: 5 000 Domare: Rajindraparsad Seechurn (Mauritius) |
| 17:00 UTC+1 | 17:00 UTC+1     |                   |                 |       | Malabo Publik: 5 000 Domare: Rajindraparsad Seechurn (Mauritius) | Malabo Publik: 5 000 Domare: Rajindraparsad Seechurn (Mauritius) |
| 17:00 UTC+1 | 17:00 UTC+1     |                   |                 |       | Malabo Publik: 5 000 Domare: Rajindraparsad Seechurn (Mauritius) | Malabo Publik: 5 000 Domare: Rajindraparsad Seechurn (Mauritius) |

|             | 22 januari 2012 | Burkina Faso     | 1 – 2           | Angola                                  | Nuevo Estadio de Malabo                                  |                                                          |
| 20:00 UTC+1 | 20:00 UTC+1     | Alain Traoré 58′ | (0 – 0) Rapport | 48′ Mateus Galiano da Costa 68′ Manucho | Malabo Publik: 17 000 Domare: Mohamed Benouza (Algeriet) | Malabo Publik: 17 000 Domare: Mohamed Benouza (Algeriet) |
| 20:00 UTC+1 | 20:00 UTC+1     |                  |                 |                                         | Malabo Publik: 17 000 Domare: Mohamed Benouza (Algeriet) | Malabo Publik: 17 000 Domare: Mohamed Benouza (Algeriet) |
| 20:00 UTC+1 | 20:00 UTC+1     |                  |                 |                                         | Malabo Publik: 17 000 Domare: Mohamed Benouza (Algeriet) | Malabo Publik: 17 000 Domare: Mohamed Benouza (Algeriet) |

|             | 26 januari 2012 | Sudan                         | 2 – 2           | Angola          | Nuevo Estadio de Malabo                                   |                                                           |
| 17:00 UTC+1 | 17:00 UTC+1     | Mohamed Ahmed Bashir 32′, 74′ | (1 – 1) Rapport | 4′, 50′ Manucho | Malabo Publik: 2 500 Domare: Ali Lemghaifry (Mauretanien) | Malabo Publik: 2 500 Domare: Ali Lemghaifry (Mauretanien) |
| 17:00 UTC+1 | 17:00 UTC+1     |                               |                 |                 | Malabo Publik: 2 500 Domare: Ali Lemghaifry (Mauretanien) | Malabo Publik: 2 500 Domare: Ali Lemghaifry (Mauretanien) |
| 17:00 UTC+1 | 17:00 UTC+1     |                               |                 |                 | Malabo Publik: 2 500 Domare: Ali Lemghaifry (Mauretanien) | Malabo Publik: 2 500 Domare: Ali Lemghaifry (Mauretanien) |

|             | 26 januari 2012 | Elfenbenskusten                          | 2 – 0           | Burkina Faso | Nuevo Estadio de Malabo                             |                                                     |
| 20:00 UTC+1 | 20:00 UTC+1     | Salomon Kalou 16′ Bakary Koné 82′ (sjm.) | (1 – 0) Rapport |              | Malabo Publik: 4 000 Domare: Gehad Grisha (Egypten) | Malabo Publik: 4 000 Domare: Gehad Grisha (Egypten) |
| 20:00 UTC+1 | 20:00 UTC+1     |                                          |                 |              | Malabo Publik: 4 000 Domare: Gehad Grisha (Egypten) | Malabo Publik: 4 000 Domare: Gehad Grisha (Egypten) |
| 20:00 UTC+1 | 20:00 UTC+1     |                                          |                 |              | Malabo Publik: 4 000 Domare: Gehad Grisha (Egypten) | Malabo Publik: 4 000 Domare: Gehad Grisha (Egypten) |

|             | 30 januari 2012 | Sudan                      | 2 – 1           | Burkina Faso            | Estadio de Bata                                     |                                                     |
| 19:00 UTC+1 | 19:00 UTC+1     | Mudather El Tahir 33′ (79) | (1 – 0) Rapport | 90+5′ Issiaka Ouédraogo | Bata Publik: 132 Domare: Eric Otogo-Castane (Gabon) | Bata Publik: 132 Domare: Eric Otogo-Castane (Gabon) |
| 19:00 UTC+1 | 19:00 UTC+1     |                            |                 |                         | Bata Publik: 132 Domare: Eric Otogo-Castane (Gabon) | Bata Publik: 132 Domare: Eric Otogo-Castane (Gabon) |
| 19:00 UTC+1 | 19:00 UTC+1     |                            |                 |                         | Bata Publik: 132 Domare: Eric Otogo-Castane (Gabon) | Bata Publik: 132 Domare: Eric Otogo-Castane (Gabon) |

|             | 30 januari 2012 | Elfenbenskusten                      | 2 – 0           | Angola | Nuevo Estadio de Malabo                             |                                                     |
| 19:00 UTC+1 | 19:00 UTC+1     | Emmanuel Eboué 33′ Wilfried Bony 64′ | (1 – 0) Rapport |        | Malabo Publik: 1 500 Domare: Slim Jedidi (Tunisien) | Malabo Publik: 1 500 Domare: Slim Jedidi (Tunisien) |
| 19:00 UTC+1 | 19:00 UTC+1     |                                      |                 |        | Malabo Publik: 1 500 Domare: Slim Jedidi (Tunisien) | Malabo Publik: 1 500 Domare: Slim Jedidi (Tunisien) |
| 19:00 UTC+1 | 19:00 UTC+1     |                                      |                 |        | Malabo Publik: 1 500 Domare: Slim Jedidi (Tunisien) | Malabo Publik: 1 500 Domare: Slim Jedidi (Tunisien) |

### Grupp C
| Nr | Lag      | S | V | O | F | GM | IM | MS | P |
| -- | -------- | - | - | - | - | -- | -- | -- | - |
| 1  | Gabon    | 3 | 3 | 0 | 0 | 6  | 2  | +4 | 9 |
| 2  | Tunisien | 3 | 2 | 0 | 1 | 4  | 3  | +1 | 6 |
| 3  | Marocko  | 3 | 1 | 0 | 2 | 4  | 5  | −1 | 3 |
| 4  | Niger    | 3 | 0 | 0 | 3 | 1  | 5  | −4 | 0 |

|             | 23 januari 2012 | Gabon                                              | 2 – 0           | Niger | Stade d'Angondjé                                              |                                                               |
| 17:00 UTC+1 | 17:00 UTC+1     | Pierre-Emerick Aubameyang 31′ Stéphane N'Guéma 42′ | (2 – 0) Rapport |       | Libreville Publik: 38 000 Domare: Eddy Maillet (Seychellerna) | Libreville Publik: 38 000 Domare: Eddy Maillet (Seychellerna) |
| 17:00 UTC+1 | 17:00 UTC+1     |                                                    |                 |       | Libreville Publik: 38 000 Domare: Eddy Maillet (Seychellerna) | Libreville Publik: 38 000 Domare: Eddy Maillet (Seychellerna) |
| 17:00 UTC+1 | 17:00 UTC+1     |                                                    |                 |       | Libreville Publik: 38 000 Domare: Eddy Maillet (Seychellerna) | Libreville Publik: 38 000 Domare: Eddy Maillet (Seychellerna) |

|             | 23 januari 2012 | Marocko             | 1 – 2           | Tunisien                            | Stade d'Angondjé                                             |                                                              |
| 20:00 UTC+1 | 20:00 UTC+1     | Houssine Kharja 86′ | (0 – 1) Rapport | 34′ Khaled Korbi 76′ Youssef Msakni | Libreville Publik: 18 000 Domare: Daniel Bennett (Sydafrika) | Libreville Publik: 18 000 Domare: Daniel Bennett (Sydafrika) |
| 20:00 UTC+1 | 20:00 UTC+1     |                     |                 |                                     | Libreville Publik: 18 000 Domare: Daniel Bennett (Sydafrika) | Libreville Publik: 18 000 Domare: Daniel Bennett (Sydafrika) |
| 20:00 UTC+1 | 20:00 UTC+1     |                     |                 |                                     | Libreville Publik: 18 000 Domare: Daniel Bennett (Sydafrika) | Libreville Publik: 18 000 Domare: Daniel Bennett (Sydafrika) |

|             | 27 januari 2012 | Niger               | 1 – 2           | Tunisien                          | Stade d'Angondjé                                         |                                                          |
| 17:00 UTC+1 | 17:00 UTC+1     | William N'Gounou 9′ | (1 – 1) Rapport | 4′ Youssef Msakni 89′ Issam Jemâa | Libreville Publik: 20 000 Domare: Janny Sikazwe (Zambia) | Libreville Publik: 20 000 Domare: Janny Sikazwe (Zambia) |
| 17:00 UTC+1 | 17:00 UTC+1     |                     |                 |                                   | Libreville Publik: 20 000 Domare: Janny Sikazwe (Zambia) | Libreville Publik: 20 000 Domare: Janny Sikazwe (Zambia) |
| 17:00 UTC+1 | 17:00 UTC+1     |                     |                 |                                   | Libreville Publik: 20 000 Domare: Janny Sikazwe (Zambia) | Libreville Publik: 20 000 Domare: Janny Sikazwe (Zambia) |

|             | 27 januari 2012 | Gabon                                                                       | 3 – 2           | Marocko                           | Stade d'Angondjé                                          |                                                           |
| 20:00 UTC+1 | 20:00 UTC+1     | Pierre-Emerick Aubameyang 77′ Daniel Cousin 79′ Bruno Zita Mbanangoyé 90+7′ | (0 – 1) Rapport | 25′, 90+1′ (str.) Houssine Kharja | Libreville Publik: 35 000 Domare: Bakary Gassama (Gambia) | Libreville Publik: 35 000 Domare: Bakary Gassama (Gambia) |
| 20:00 UTC+1 | 20:00 UTC+1     |                                                                             |                 |                                   | Libreville Publik: 35 000 Domare: Bakary Gassama (Gambia) | Libreville Publik: 35 000 Domare: Bakary Gassama (Gambia) |
| 20:00 UTC+1 | 20:00 UTC+1     |                                                                             |                 |                                   | Libreville Publik: 35 000 Domare: Bakary Gassama (Gambia) | Libreville Publik: 35 000 Domare: Bakary Gassama (Gambia) |

|             | 31 januari 2012 | Gabon                         | 1 – 0           | Tunisien | Stade de Franceville                                                 |                                                                      |
| 19:00 UTC+1 | 19:00 UTC+1     | Pierre-Emerick Aubameyang 61′ | (0 – 0) Rapport |          | Franceville Publik: 22 000 Domare: Noumandiez Doué (Elfenbenskusten) | Franceville Publik: 22 000 Domare: Noumandiez Doué (Elfenbenskusten) |
| 19:00 UTC+1 | 19:00 UTC+1     |                               |                 |          | Franceville Publik: 22 000 Domare: Noumandiez Doué (Elfenbenskusten) | Franceville Publik: 22 000 Domare: Noumandiez Doué (Elfenbenskusten) |
| 19:00 UTC+1 | 19:00 UTC+1     |                               |                 |          | Franceville Publik: 22 000 Domare: Noumandiez Doué (Elfenbenskusten) | Franceville Publik: 22 000 Domare: Noumandiez Doué (Elfenbenskusten) |

|             | 31 januari 2012 | Niger | 0 – 1           | Marocko             | Stade d'Angondjé                                                  |                                                                   |
| 19:00 UTC+1 | 19:00 UTC+1     |       | (0 – 0) Rapport | 78′ Younès Belhanda | Libreville Publik: 4 000 Domare: Hamada Nampiandraza (Madagaskar) | Libreville Publik: 4 000 Domare: Hamada Nampiandraza (Madagaskar) |
| 19:00 UTC+1 | 19:00 UTC+1     |       |                 |                     | Libreville Publik: 4 000 Domare: Hamada Nampiandraza (Madagaskar) | Libreville Publik: 4 000 Domare: Hamada Nampiandraza (Madagaskar) |
| 19:00 UTC+1 | 19:00 UTC+1     |       |                 |                     | Libreville Publik: 4 000 Domare: Hamada Nampiandraza (Madagaskar) | Libreville Publik: 4 000 Domare: Hamada Nampiandraza (Madagaskar) |

### Grupp D
| Nr | Lag      | S | V | O | F | GM | IM | MS | P |
| -- | -------- | - | - | - | - | -- | -- | -- | - |
| 1  | Ghana    | 3 | 2 | 1 | 0 | 4  | 1  | +3 | 7 |
| 2  | Mali     | 3 | 2 | 0 | 1 | 3  | 3  | 0  | 6 |
| 3  | Guinea   | 3 | 1 | 1 | 1 | 7  | 3  | +4 | 4 |
| 4  | Botswana | 3 | 0 | 0 | 3 | 2  | 9  | −7 | 0 |

|             | 24 januari 2012 | Ghana           | 1 – 0           | Botswana | Stade de Franceville                                      |                                                           |
| 17:00 UTC+1 | 17:00 UTC+1     | John Mensah 25′ | (1 – 0) Rapport |          | Franceville Publik: 5 000 Domare: Badara Diatta (Senegal) | Franceville Publik: 5 000 Domare: Badara Diatta (Senegal) |
| 17:00 UTC+1 | 17:00 UTC+1     |                 |                 |          | Franceville Publik: 5 000 Domare: Badara Diatta (Senegal) | Franceville Publik: 5 000 Domare: Badara Diatta (Senegal) |
| 17:00 UTC+1 | 17:00 UTC+1     |                 |                 |          | Franceville Publik: 5 000 Domare: Badara Diatta (Senegal) | Franceville Publik: 5 000 Domare: Badara Diatta (Senegal) |

|            | 24 januari 2012 | Mali              | 1 – 0           | Guinea | Stade de Franceville                                      |                                                           |
| 20:0 UTC+1 | 20:0 UTC+1      | Bakaye Traoré 30′ | (1 – 0) Rapport |        | Franceville Publik: 10 000 Domare: Slim Jedidi (Tunisien) | Franceville Publik: 10 000 Domare: Slim Jedidi (Tunisien) |
| 20:0 UTC+1 | 20:0 UTC+1      |                   |                 |        | Franceville Publik: 10 000 Domare: Slim Jedidi (Tunisien) | Franceville Publik: 10 000 Domare: Slim Jedidi (Tunisien) |
| 20:0 UTC+1 | 20:0 UTC+1      |                   |                 |        | Franceville Publik: 10 000 Domare: Slim Jedidi (Tunisien) | Franceville Publik: 10 000 Domare: Slim Jedidi (Tunisien) |

|             | 28 januari 2012 | Botswana            | 1 – 6           | Guinea                                                                                      | Stade de Franceville                                           |                                                                |
| 17:00 UTC+1 | 17:00 UTC+1     | Dipsy Selolwane 23′ | (1 – 4) Rapport | 15′, 27′ Sadio Diallo 42′ Abdoul Camara 45′ Ibrahima Traoré 83′ Mamadou Bah 86′ Naby Soumah | Franceville Publik: 4 000 Domare: Bouchaib El Ahrach (Marocko) | Franceville Publik: 4 000 Domare: Bouchaib El Ahrach (Marocko) |
| 17:00 UTC+1 | 17:00 UTC+1     |                     |                 |                                                                                             | Franceville Publik: 4 000 Domare: Bouchaib El Ahrach (Marocko) | Franceville Publik: 4 000 Domare: Bouchaib El Ahrach (Marocko) |
| 17:00 UTC+1 | 17:00 UTC+1     |                     |                 |                                                                                             | Franceville Publik: 4 000 Domare: Bouchaib El Ahrach (Marocko) | Franceville Publik: 4 000 Domare: Bouchaib El Ahrach (Marocko) |

|             | 28 januari 2012 | Ghana                           | 2 – 0           | Mali | Stade de Franceville                                         |                                                              |
| 20:00 UTC+1 | 20:00 UTC+1     | Asamoah Gyan 64′ André Ayew 71′ | (0 – 0) Rapport |      | Franceville Publik: 7 000 Domare: Djamel Haimoudi (Algeriet) | Franceville Publik: 7 000 Domare: Djamel Haimoudi (Algeriet) |
| 20:00 UTC+1 | 20:00 UTC+1     |                                 |                 |      | Franceville Publik: 7 000 Domare: Djamel Haimoudi (Algeriet) | Franceville Publik: 7 000 Domare: Djamel Haimoudi (Algeriet) |
| 20:00 UTC+1 | 20:00 UTC+1     |                                 |                 |      | Franceville Publik: 7 000 Domare: Djamel Haimoudi (Algeriet) | Franceville Publik: 7 000 Domare: Djamel Haimoudi (Algeriet) |

|             | 1 februari 2012 | Botswana             | 1 – 2           | Mali                               | Stade d'Angondjé                                              |                                                               |
| 19:00 UTC+1 | 19:00 UTC+1     | Mogakolodi Ngele 50′ | (0 – 0) Rapport | 56′ Garra Dembélé 75′ Seydou Keita | Libreville Publik: 20 000 Domare: Khalid Abdel Rahman (Sudan) | Libreville Publik: 20 000 Domare: Khalid Abdel Rahman (Sudan) |
| 19:00 UTC+1 | 19:00 UTC+1     |                      |                 |                                    | Libreville Publik: 20 000 Domare: Khalid Abdel Rahman (Sudan) | Libreville Publik: 20 000 Domare: Khalid Abdel Rahman (Sudan) |
| 19:00 UTC+1 | 19:00 UTC+1     |                      |                 |                                    | Libreville Publik: 20 000 Domare: Khalid Abdel Rahman (Sudan) | Libreville Publik: 20 000 Domare: Khalid Abdel Rahman (Sudan) |

|             | 1 februari 2012 | Ghana                      | 1 – 1           | Guinea            | Stade de Franceville                                         |                                                              |
| 19:00 UTC+1 | 19:00 UTC+1     | Emmanuel Agyemang-Badu 27′ | (1 – 1) Rapport | 45′ Abdoul Camara | Franceville Publik: 5 500 Domare: Daniel Bennett (Sydafrika) | Franceville Publik: 5 500 Domare: Daniel Bennett (Sydafrika) |
| 19:00 UTC+1 | 19:00 UTC+1     |                            |                 |                   | Franceville Publik: 5 500 Domare: Daniel Bennett (Sydafrika) | Franceville Publik: 5 500 Domare: Daniel Bennett (Sydafrika) |
| 19:00 UTC+1 | 19:00 UTC+1     |                            |                 |                   | Franceville Publik: 5 500 Domare: Daniel Bennett (Sydafrika) | Franceville Publik: 5 500 Domare: Daniel Bennett (Sydafrika) |

## Slutspel

### Slutspelsträd
|  | Kvartsfinaler    | Kvartsfinaler   |               |       | Semifinaler | Semifinaler |  |  | Final | Final |
|  |                  |                 |               |       |             |             |  |  |       |       |
|  |                  |                 |               |       |             |             |  |  |       |       |
|  |                  |                 |               |       |             |             |  |  |       |       |
|  | Zambia           | 3               |               |       |             |             |  |  |       |       |
|  | Zambia           | 3               |               |       |             |             |  |  |       |       |
|  | Sudan            | 0               |               |       |             |             |  |  |       |       |
|  | Sudan            | 0               | Zambia        | 1     |             |             |  |  |       |       |
|  |                  |                 | Zambia        | 1     |             |             |  |  |       |       |
|  |                  | Ghana           | 0             |       |             |             |  |  |       |       |
|  | Ghana (e.f.)     | Ghana           | 0             | 2     |             |             |  |  |       |       |
|  | Ghana (e.f.)     |                 |               | 2     |             |             |  |  |       |       |
|  | Tunisien         | 1               |               |       |             |             |  |  |       |       |
|  | Tunisien         | 1               | Zambia (str.) | 0 (8) |             |             |  |  |       |       |
|  |                  |                 | Zambia (str.) | 0 (8) |             |             |  |  |       |       |
|  |                  | Elfenbenskusten | 0 (7)         |       |             |             |  |  |       |       |
|  | Gabon            | Elfenbenskusten | 0 (7)         | 1 (4) |             |             |  |  |       |       |
|  | Gabon            |                 |               | 1 (4) |             |             |  |  |       |       |
|  | Mali (str.)      | 1 (5)           |               |       |             |             |  |  |       |       |
|  | Mali (str.)      | 1 (5)           | Mali          | 0     |             |             |  |  |       |       |
|  |                  |                 | Mali          | 0     |             |             |  |  |       |       |
|  |                  | Elfenbenskusten | 1             |       | Bronsmatch  | Bronsmatch  |  |  |       |       |
|  | Elfenbenskusten  | Elfenbenskusten | 1             | 3     | Bronsmatch  | Bronsmatch  |  |  |       |       |
|  | Elfenbenskusten  |                 |               | 3     |             |             |  |  |       |       |
|  | Ekvatorialguinea | 0               |               |       |             |             |  |  |       |       |
|  | Ekvatorialguinea | 0               | Ghana         | 0     |             |             |  |  |       |       |
|  |                  |                 |               |       |             |             |  |  |       |       |
|  | Mali             | 2               |               |       |             |             |  |  |       |       |
|  | Mali             | 2               |               |       |             |             |  |  |       |       |

### Kvartsfinaler
|             | 4 februari 2012 | Zambia                                                        | 3 – 0           | Sudan | Estadio de Bata                                  |                                                  |
| 17:00 UTC+1 | 17:00 UTC+1     | Stophira Sunzu 15′ Christopher Katongo 66′ James Chamanga 86′ | (1 – 0) Rapport |       | Bata Publik: 200 Domare: Bakary Gassama (Gambia) | Bata Publik: 200 Domare: Bakary Gassama (Gambia) |
| 17:00 UTC+1 | 17:00 UTC+1     |                                                               |                 |       | Bata Publik: 200 Domare: Bakary Gassama (Gambia) | Bata Publik: 200 Domare: Bakary Gassama (Gambia) |
| 17:00 UTC+1 | 17:00 UTC+1     |                                                               |                 |       | Bata Publik: 200 Domare: Bakary Gassama (Gambia) | Bata Publik: 200 Domare: Bakary Gassama (Gambia) |

|             | 4 februari 2012 | Elfenbenskusten                       | 3 – 0           | Ekvatorialguinea | Nuevo Estadio de Malabo                                   |                                                           |
| 20:00 UTC+1 | 20:00 UTC+1     | Didier Drogba 35′, 69′ Yaya Touré 81′ | (1 – 0) Rapport |                  | Malabo Publik: 12 500 Domare: Eddy Maillet (Seychellerna) | Malabo Publik: 12 500 Domare: Eddy Maillet (Seychellerna) |
| 20:00 UTC+1 | 20:00 UTC+1     |                                       |                 |                  | Malabo Publik: 12 500 Domare: Eddy Maillet (Seychellerna) | Malabo Publik: 12 500 Domare: Eddy Maillet (Seychellerna) |
| 20:00 UTC+1 | 20:00 UTC+1     |                                       |                 |                  | Malabo Publik: 12 500 Domare: Eddy Maillet (Seychellerna) | Malabo Publik: 12 500 Domare: Eddy Maillet (Seychellerna) |

|             | 5 februari 2012 | Gabon                                                                                                | 0000 1 – 1 (e.fl.)         | Mali                                                                     | Stade d'Angondjé                                             |                                                              |
| 17:00 UTC+1 | 17:00 UTC+1     | Eric Mouloungui 54′                                                                                  | (0 – 0) Rapport            | 85′ Cheick Diabaté                                                       | Libreville Publik: 30 000 Domare: Djamel Haimoudi (Algeriet) | Libreville Publik: 30 000 Domare: Djamel Haimoudi (Algeriet) |
| 17:00 UTC+1 | 17:00 UTC+1     | |                            |                                                                          | Libreville Publik: 30 000 Domare: Djamel Haimoudi (Algeriet) | Libreville Publik: 30 000 Domare: Djamel Haimoudi (Algeriet) |
| 17:00 UTC+1 | 17:00 UTC+1     | André Biyogo Poko Bruno Zita Mbanangoyé Eric Mouloungui Pierre-Emerick Aubameyang Bruno Ecuele Manga | Straffsparksläggning 4 – 5 | Cheick Diabaté Mustapha Yatabaré Cédric Kanté Bakaye Traoré Seydou Keita | Libreville Publik: 30 000 Domare: Djamel Haimoudi (Algeriet) | Libreville Publik: 30 000 Domare: Djamel Haimoudi (Algeriet) |

|             | 5 februari 2012 | Ghana                          | 0000 2 – 1 (e.fl.) | Tunisien          | Stade de Franceville                                     |                                                          |
| 20:00 UTC+1 | 20:00 UTC+1     | John Mensah 9′ André Ayew 100′ | (1 – 1) Rapport    | 41′ Saber Khelifa | Franceville Publik: 8 000 Domare: Neant Alioum (Kamerun) | Franceville Publik: 8 000 Domare: Neant Alioum (Kamerun) |
| 20:00 UTC+1 | 20:00 UTC+1     |                                |                    |                   | Franceville Publik: 8 000 Domare: Neant Alioum (Kamerun) | Franceville Publik: 8 000 Domare: Neant Alioum (Kamerun) |
| 20:00 UTC+1 | 20:00 UTC+1     |                                |                    |                   | Franceville Publik: 8 000 Domare: Neant Alioum (Kamerun) | Franceville Publik: 8 000 Domare: Neant Alioum (Kamerun) |

### Semifinaler
|             | 8 februari 2012 | Zambia              | 1 – 0           | Ghana | Estadio de Bata                                        |                                                        |
| 17:00 UTC+1 | 17:00 UTC+1     | Emmanuel Mayuka 78′ | (0 – 0) Rapport |       | Bata Publik: 12 000 Domare: Mohamed Benouza (Algeriet) | Bata Publik: 12 000 Domare: Mohamed Benouza (Algeriet) |
| 17:00 UTC+1 | 17:00 UTC+1     |                     |                 |       | Bata Publik: 12 000 Domare: Mohamed Benouza (Algeriet) | Bata Publik: 12 000 Domare: Mohamed Benouza (Algeriet) |
| 17:00 UTC+1 | 17:00 UTC+1     |                     |                 |       | Bata Publik: 12 000 Domare: Mohamed Benouza (Algeriet) | Bata Publik: 12 000 Domare: Mohamed Benouza (Algeriet) |

|             | 8 februari 2012 | Mali | 0 – 1           | Elfenbenskusten | Stade d'Angondjé                                             |                                                              |
| 20:00 UTC+1 | 20:00 UTC+1     |      | (0 – 1) Rapport | 45′ Gervinho    | Libreville Publik: 32 000 Domare: Daniel Bennett (Sydafrika) | Libreville Publik: 32 000 Domare: Daniel Bennett (Sydafrika) |
| 20:00 UTC+1 | 20:00 UTC+1     |      |                 |                 | Libreville Publik: 32 000 Domare: Daniel Bennett (Sydafrika) | Libreville Publik: 32 000 Domare: Daniel Bennett (Sydafrika) |
| 20:00 UTC+1 | 20:00 UTC+1     |      |                 |                 | Libreville Publik: 32 000 Domare: Daniel Bennett (Sydafrika) | Libreville Publik: 32 000 Domare: Daniel Bennett (Sydafrika) |

### Bronsmatch
|             | 11 februari 2012 | Ghana | 0 – 2           | Mali                    | Nuevo Estadio de Malabo                              |                                                      |
| 20:00 UTC+1 | 20:00 UTC+1      |       | (0 – 1) Rapport | 23′, 80′ Cheick Diabaté | Malabo Publik: 15 000 Domare: Gehad Grisha (Egypten) | Malabo Publik: 15 000 Domare: Gehad Grisha (Egypten) |
| 20:00 UTC+1 | 20:00 UTC+1      |       |                 |                         | Malabo Publik: 15 000 Domare: Gehad Grisha (Egypten) | Malabo Publik: 15 000 Domare: Gehad Grisha (Egypten) |
| 20:00 UTC+1 | 20:00 UTC+1      |       |                 |                         | Malabo Publik: 15 000 Domare: Gehad Grisha (Egypten) | Malabo Publik: 15 000 Domare: Gehad Grisha (Egypten) |

### Final
|             | 12 februari 2012 | Zambia | 0000 0 – 0 (e.fl.)         | Elfenbenskusten                                                                                               | Stade d'Angondjé                           |                                            |
| 20:30 UTC+1 | 20:30 UTC+1      | | Rapport                    | | Libreville Domare: Badara Diatta (Senegal) | Libreville Domare: Badara Diatta (Senegal) |
| 20:30 UTC+1 | 20:30 UTC+1      | |                            | | Libreville Domare: Badara Diatta (Senegal) | Libreville Domare: Badara Diatta (Senegal) |
| 20:30 UTC+1 | 20:30 UTC+1      | Christopher Katongo Emmanuel Mayuka Isaac Chansa Felix Katongo Kennedy Mweene Nathan Sinkala Chisamba Lungu Rainford Kalaba Stophira Sunzu | Straffsparksläggning 8 – 7 | Cheick Tioté Wilfried Bony Sol Bamba Max Gradel Didier Drogba Siaka Tiéné Didier Ya Konan Kolo Touré Gervinho | Libreville Domare: Badara Diatta (Senegal) | Libreville Domare: Badara Diatta (Senegal) |

## Sammanställning
Matcher avgjorda under förlängning räknas som vinst respektive förlust, matcher avgjorda efter straffsparksläggning räknas som oavgjort.
| Nr | Lag              | S | V | O | F | GM | IM | MS | P  |
| -- | ---------------- | - | - | - | - | -- | -- | -- | -- |
| 1  | Zambia           | 6 | 4 | 2 | 0 | 9  | 3  | +6 | 14 |
| 2  | Elfenbenskusten  | 6 | 5 | 1 | 0 | 9  | 0  | +9 | 16 |
| 3  | Mali             | 6 | 3 | 1 | 2 | 6  | 5  | +1 | 10 |
| 4  | Ghana            | 6 | 3 | 1 | 2 | 6  | 5  | +1 | 10 |
| 5  | Gabon            | 4 | 3 | 1 | 0 | 7  | 3  | +4 | 10 |
| 6  | Tunisien         | 4 | 2 | 0 | 2 | 5  | 5  | 0  | 6  |
| 7  | Ekvatorialguinea | 4 | 2 | 0 | 2 | 3  | 5  | −2 | 6  |
| 8  | Sudan            | 4 | 1 | 1 | 2 | 4  | 7  | −3 | 4  |
| 9  | Guinea           | 3 | 1 | 1 | 1 | 7  | 3  | +4 | 4  |
| 10 | Libyen           | 3 | 1 | 1 | 1 | 4  | 4  | 0  | 4  |
| 10 | Angola           | 3 | 1 | 1 | 1 | 4  | 5  | −1 | 4  |
| 12 | Marocko          | 3 | 1 | 0 | 2 | 4  | 5  | −1 | 3  |
| 13 | Senegal          | 3 | 0 | 0 | 3 | 3  | 6  | −3 | 0  |
| 14 | Burkina Faso     | 3 | 0 | 0 | 3 | 2  | 6  | −4 | 0  |
| 15 | Niger            | 3 | 0 | 0 | 3 | 1  | 5  | −4 | 0  |
| 16 | Botswana         | 3 | 0 | 0 | 3 | 2  | 9  | −7 | 0  |